# Karel Beukema
Karel Willem Adriaan Beukema (* 4. Januar 1878 in Tokio, Japan; † 6. Januar 1908 in Beyoğlu, Türkei) war ein niederländischer Tennisspieler.

## Biografie
Beukema wurde 1899, 1900 und 1902 jeweils niederländischer Meister im Einzel. 1899 wurde er mit seinem Bruder Frederik Beukema ebenfalls Meister im Doppel. Er nahm 1906 am Tenniswettbewerb der Olympischen Zwischenspiele in Athen teil. Im Einzel besiegte er zum Auftakt den Böhmen Ladislav Žemla mit 6:0, 6:4. Im Anschluss daran besiegte er auch Jim Giraud, ehe er im Achtelfinale dem späteren Finalisten Maurice Germot unterlag. Im Doppel trat Beukema mit seinem Landsmann Gerard Scheurleer ebenfalls an. Sie unterlagen zum Auftakt den späteren Olympiasiegern Max Décugis und Maurice Germot.
Er schlug eine Karriere als Diplomat ein und zog später in die Türkei, wo er Konsul wurde. Ende 1907 erkrankte er an Typhus und starb wenige Wochen später.